# Dulcimer
Dulcimer je strunný hudební nástroj. Jeho název je odvozen od slov „dulce“ (sladký) a „melos“ (hlas). Rozlišují se dvě varianty: mountain (horalský dulcimer) a hammered dulcimer

## Horalský dulcimer
Horalský dulcimer je strunný drnkací hudební nástroj o 3-4 strunách a hmatníku s pražci.

### Historie horalského dulcimeru
Horalský dulcimer se vyvinul z německé citery v Appalačském pohoří okolo roku 1700. Původně měly horalské dulcimery 3 struny, později i čtyři. O přežití dulcimeru jako živého hudebního nástroje se velmi zasloužila americká písničkářka Jean Ritchie (1922-2015). V 60. letech 20. století hrál na dulcimer Brian Jones z The Rolling Stones.

## Hammered dulcimer
Hammered dulcimer je úderový nástroj lichoběžníkovitého tvaru, na nějž se hraje podobně jako na cimbál.